# Asterix: Mega Madness
Asterix: Mega Madness — аркадная видеоигра, разработанная Unique Development Studios и изданная компанией Infogrames для консоли PlayStation и для персональных компьютеров под управлением Windows в 2001 году.

## Игровой процесс
По сюжету пока Панорамикс готовил зелье, Астерикс и Обеликс решили провести олимпиаду — не Олимпийскую, а Гальскую, со своими собственными состязаниями и битвами. В битвах участвовали Астерикс, Обеликс, Какофоникс и госпожа Гериатрикс.
Главной целью игры является прохождение разнообразных состязаний. Игрок выбирает состязание и начинает выполнять цель миссии. Герой ограничен временем. Есть несколько типов битв: поиск, стрельба, плавание, гонки. Игра разделена на 12 состязаний, в каждом из которых разнообразное управление. Герой может пить волшебное зелье, выпив которое он становится сильнее или быстрее в течение небольшого количества времени. Зелье позволяет герою убивать римлян одним ударом и быстро бегать.
Помимо одиночного, реализован многопользовательский режим, представленный в трёх вариантах: команда из двух игроков против команды из двух ИИ, один на один и четыре игрока.

## Оценки и мнения
| Иноязычные издания    | Иноязычные издания |
| Издание               | Оценка             |
| --------------------- | ------------------ |
| GameStar              | 60/100             |
| Jeuxvideo.com         | 14/20              |
| Русскоязычные издания |                    |
| Издание               | Оценка             |
| Absolute Games        | 75 %               |
| «ЛКИ»                 | 68 %               |

В целом, игра получила благосклонные отзывы журналистов. Похвалы удостоился весёлый игровой процесс, но разочарование у критиков вызвала короткая продолжительность прохождения.